# 4131 Стасік
4131 Стасік (4131 Stasik) — астероїд головного поясу, відкритий 23 лютого 1988 року.
Тіссеранів параметр щодо Юпітера — 3,159.